# 広島仁義 人質奪回作戦
『広島仁義 人質奪回作戦』（ひろしまじんぎ ひとじちだっかいさくせん）は、1976年（昭和51年）12月4日東映系で公開された日本映画である。90分。

## 概要
東映ポルノのエログロ映画を手掛けてきた牧口雄二監督が、『仁義なき戦い 未来編』という方向性で手掛けるヤクザアクション映画である。
1976年7月の東映定例会見で、岡田茂東映社長が1976年秋以降の東映番組の予定を発表し、その際の発表では主演は菅原文太で、タイトルは『広島の仁義』であった。

## スタッフ
- 監督：牧口雄二
- 企画：日下部五朗、杉本直幸、上阪久和
- 脚本：大津一郎、松本功
- 撮影：赤塚滋
- 美術：富田治郎
- 音楽：渡辺岳夫
- 録音：溝口正義
- 照明：北口光三郎
- 編集：市田勇
- 進行主任：野口忠志
- 助監督：俵坂昭康
- スチール：中山健司
- 製作宣伝：田中憲吾

## キャスト
- 神野弘志：松方弘樹
- 柏木保：地井武男
- 吉永照久：川谷拓三
- 高井五郎：片桐竜次
- 沖本常幸：室田日出男
- 井川周吉：岩尾正隆
- 柴田栄：今井健二
- 坂本稔：三上真一郎
- 千田守：西田良
- 竹森勇三：夏八木勲
- 木下伸也：友金敏雄
- 田上利男：藤沢徹夫
- 末広八郎：氷室浩二
- 高安友春：遠藤太津朗
- 石垣正武：沢美鶴
- 小谷英雄：秋山勝俊
- 遠藤：小田正作
- 砂田：南道郎
- 松村：中村錦司
- 三好：北川俊夫
- 古川：司裕介
- 丸山：勝野賢三
- 小原：森源太郎
- 幹部：国一太郎
- 刑事：笹木俊志
- 警官：小坂知之
- 総会屋：小峰一男
- 北条明光：小林旭
- 神野涼子：中島ゆたか
- 北条佐代：佐藤友美
- 坂本君江：奈三恭子
- 美紀：山下恵子
- いく子：内村レナ
- ヨセヤ主人：丸平峰子
- 歌手：砂丘姉妹
- 柏木の妾：真鍋美保
- 女事務員：稲垣陽子
- 看護婦：星野美恵子
- アナウンサー：三村敬三
- 組員たち：細川ひろし、白井孝史、松本泰郎、三島康正、福本清三
- 神野に手錠を掛ける刑事：宮城幸生
- ナレーター：酒井哲

## 同時上映
『処女の刺青』
- 監督：荒井美三雄 / インタビュアー：花柳幻舟
- 「入れ墨」関連ドキュメンタリー映画